# پور سیمپره (ایکس وان هاندرد پری)
پُور سیِمپره اولین آلبوم از خواننده لاتین بد بانی است که در شب کریسمس ۲۰۱۸ منتشر شده و دارای ۱۵ قطعه است. معنی نام این آلبوم همیشه (forever) می‌باشد. در این آلبوم او با خوانندگانی مثل اِل آلفا، دریک همکاری کرد.
متن تمام آهنگ‌های آلبوم، مثل دیگر آهنگ‌های بد بانی، توسط خودش نوشته شده و افرادی مثل دریک، نواح اسد، جای کورتِز، دیجی لوسیان، کامیلو اِچِوِری، چائِل، اِل آلفا، ادگار سِپمِر، ویزی کینگز، هنری پولمن، ریکی مارتین، اسماعیل فلوره، تاینی، جوزف وِلِز، الوین پِنیا و فرانسس دیاز نیز با بد بانی همراه بودند.

## آهنگ‌ها و موزیک ویدیوهای آلبوم
ما خوبیم (Estamos bien)، اولین آهنگی بود که از این آلبوم، به همراه یک موزیک ویدیو در ۲۸ ژوئن ۲۰۱۸ منتشر شد.
در ۱۸ اکتبر ۲۰۱۸، او آهنگ مالِ من(MIA) را با دریک منتشر کرد. این آهنگ، دومین آهنگی بود که دریک در آن به زبان اسپانیایی خواند.
دنبالهٔ موفقیت این آهنگ، بد بانی آهنگ فقط من (Solo de mi) را در تاریخ ۱۵ دسامبر ۲۰۱۸ منتشر شرد.
در ۱۸ ژانویه ۲۰۱۹، او موزیک ویدیوی گران (Caro) را منتشر کرد. ریکی مارتین نیز در این آهنگ هنرنمایی کرده‌است.
موزیک ویدیوی اگر باهم بودیم (Si Estuviésemos Juntos) در ۱۴ فبریه ۲۰۱۹ و موزیک ویدیوی رومانا (La Romana)، به همراهی اِل آلفا، خواننده دومینیکنی را روز ۶ آوریل ۲۰۱۹ منتشر کرد.

## لیست آهنگ‌ها[۹]
- Ni Bien Ni Mal: نه خوب نه بد
- 200 MPH: دویست مایل بر ساعت
- Quién Tú Eres: تو کی هستی؟
- Caro: گران
- Tenemos que hablar: ما باید صحبت کنیم
- Otra Noche en Miami: یک شب دیگر در میامی
- Ser Bichote: خلافکار بودن
- Si Estuviésemos Juntos: اگر ما باهم بودیم
- Solo de mi: فقط من
- Cuando Perriabas: وقتی می‌رقصیدی
- La romana: رومانا
- Como Antes: مثل قبل
- RLNDT: رونالدیتو
- Estamos Bien: ما خوبیم
- MIA: مال من

## پشت صحنه‌های انتشار آلبوم
بد بانی بخش اول و دوم تور خود را در سال ۲۰۱۸ با عنوان "مذهب جدید" (La Nueva Religión) آغاز کرد که در ماه سپتامبر به پایان رسید.
این تور بیش از ۱۶ میلیون دلار بد بانی درآمد کسب کرد.
پس از انتشار تک آهنگ‌های مختلف از این آهنگ، در تاریخ ۲۳ دسامبر او از طریق فضای مجازی اعلام کرد که کلِ آلبوم در بامداد شب کریسمس منتشر خواهد شد.